# Unitas Helsinki
SK Unitas – fiński klub piłkarski z siedzibą w Helsinkach, stolicy państwa.

## Osiągnięcia
- Mistrz Finlandii: 1908

## Historia
Klub założony został w 1905 roku. Do I wojny światowej brał udział w rozgrywkach finałowych Jalkapallon SM-kilpailu (był pierwszym jej zwycięzcą otrzymując tytuł mistrza Finlandii 1908), ale nigdy klub nie występował w najwyższej klasie rozgrywek ligowych w Finlandii.